# Dipodomys phillipsii
Dipodomys phillipsii är en däggdjursart som beskrevs av Gray 1841. Dipodomys phillipsii ingår i släktet känguruspringmöss och familjen påsmöss. IUCN kategoriserar arten globalt som livskraftig. Inga underarter finns listade i Catalogue of Life. Wilson & Reeder (2005) skiljer mellan fyra underarter.
Artepitet i det vetenskapliga namnet hedrar John Phillips som hittade holotypen.
Arten blir med svans 24,5 till 28 cm lång och svanslängden är 15,5 till 18 cm. Dipodomys phillipsii har 3,4 till 4,2 cm långa bakfötter. På ovansidan förekommer chokladbrun, kanelbrun eller ockra päls med några svarta hår inblandade. I ansiktet förekommer några svartaktiga ställen. Hos ungdjur är pälsen mera gråaktig och mörkare på ryggen. Skillnader till andra släktmedlemmar består främst i avvikande detaljer av skallens konstruktion. Djuret har i varje käkhalva en framtand, ingen hörntand, en premolar och tre molarer.
Denna gnagare förekommer i bergstrakter i centrala Mexiko. Den vistas i regioner som ligger 950 till 2850 meter över havet. Landskapet i utbredningsområdet består främst av gräsmarker med några ansamlingar av buskar, kaktusar eller andra halvhöga växter.
Dipodomys phillipsii lever i enkla underjordiska bon och äter frön samt några gröna växtdelar. Upphittade honor var dräktiga med en eller två ungar.